# Phước Thiền
Phước Thiền is een xã in het district Nhơn Trạch, een van de districten in de provincie Đồng Nai. Đồng Nai ligt in het zuidelijk gedeelte van Vietnam, wat ook wel Đông Nam Bộ wordt genoemd. De plaats ligt circa vijftien kilometer ten oosten van Ho Chi Minhstad.